# Tupperware

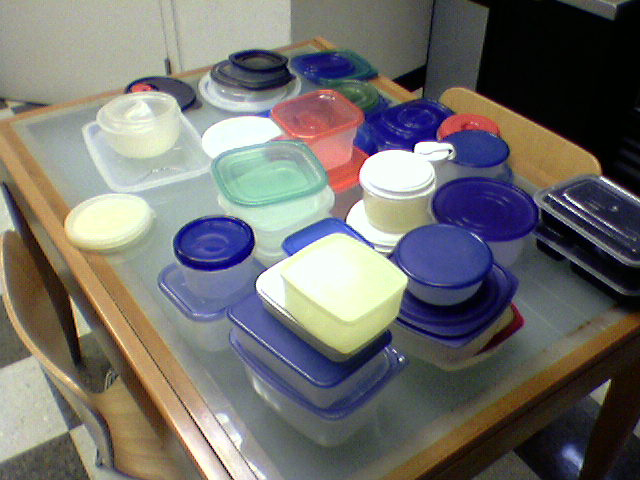
Tupperware
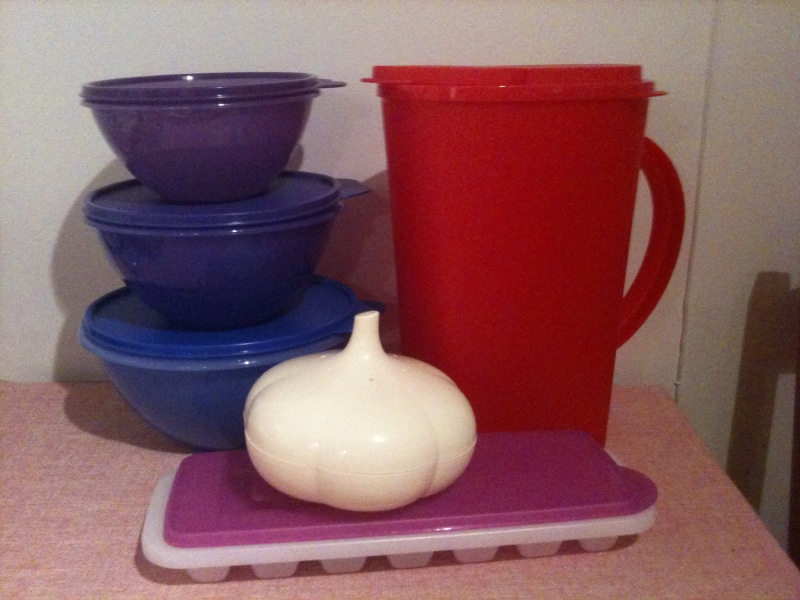
Tupperware
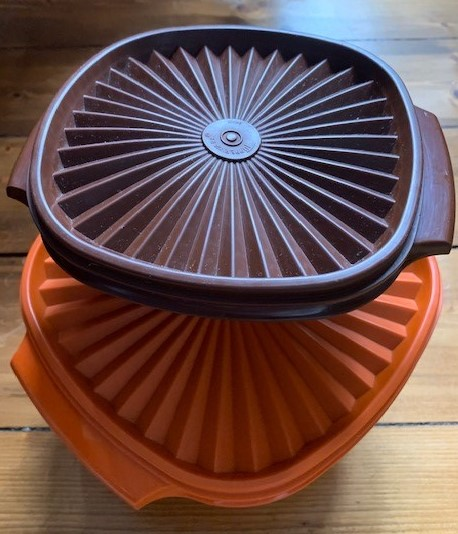
Tupperware
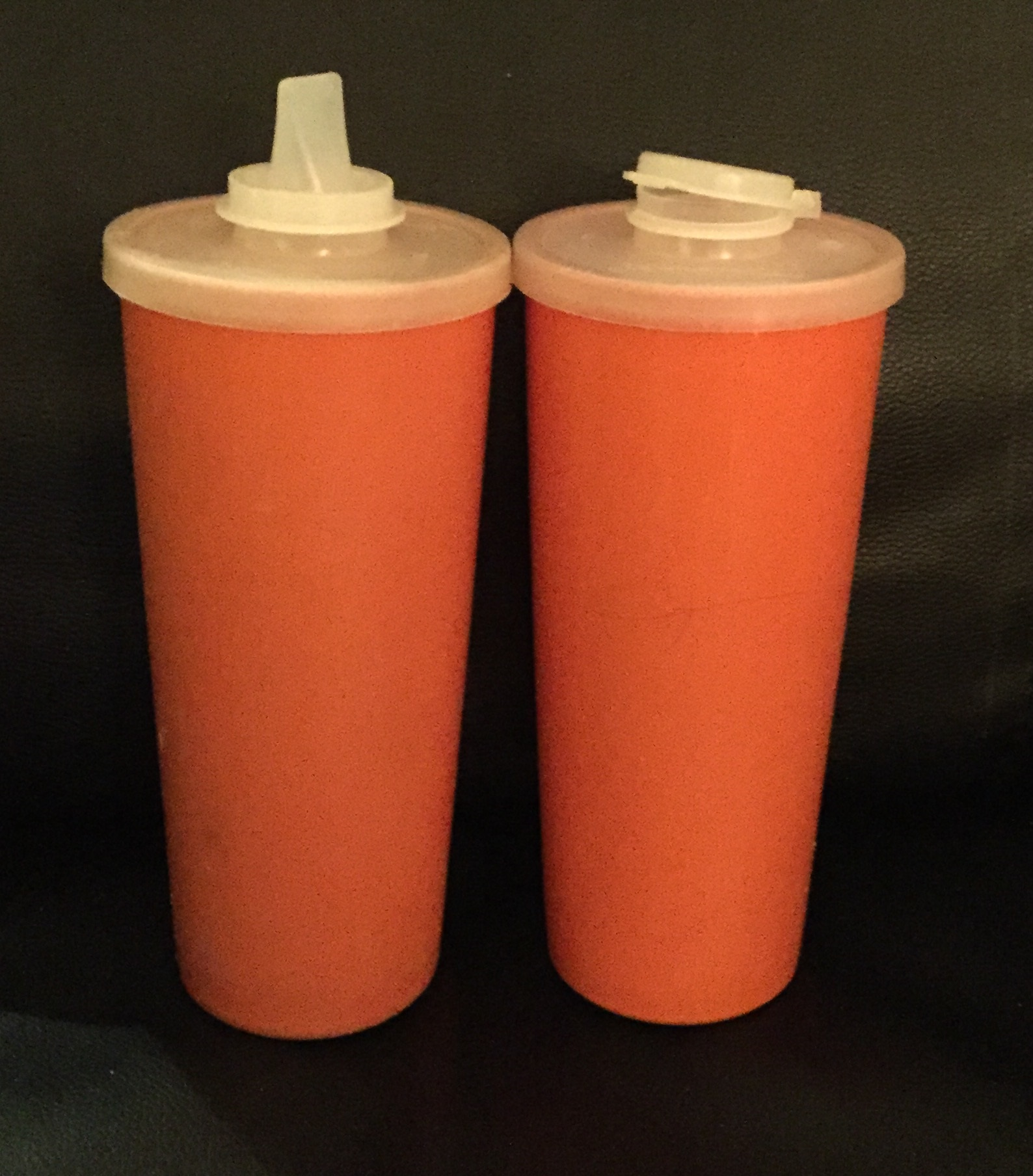
Tupperware
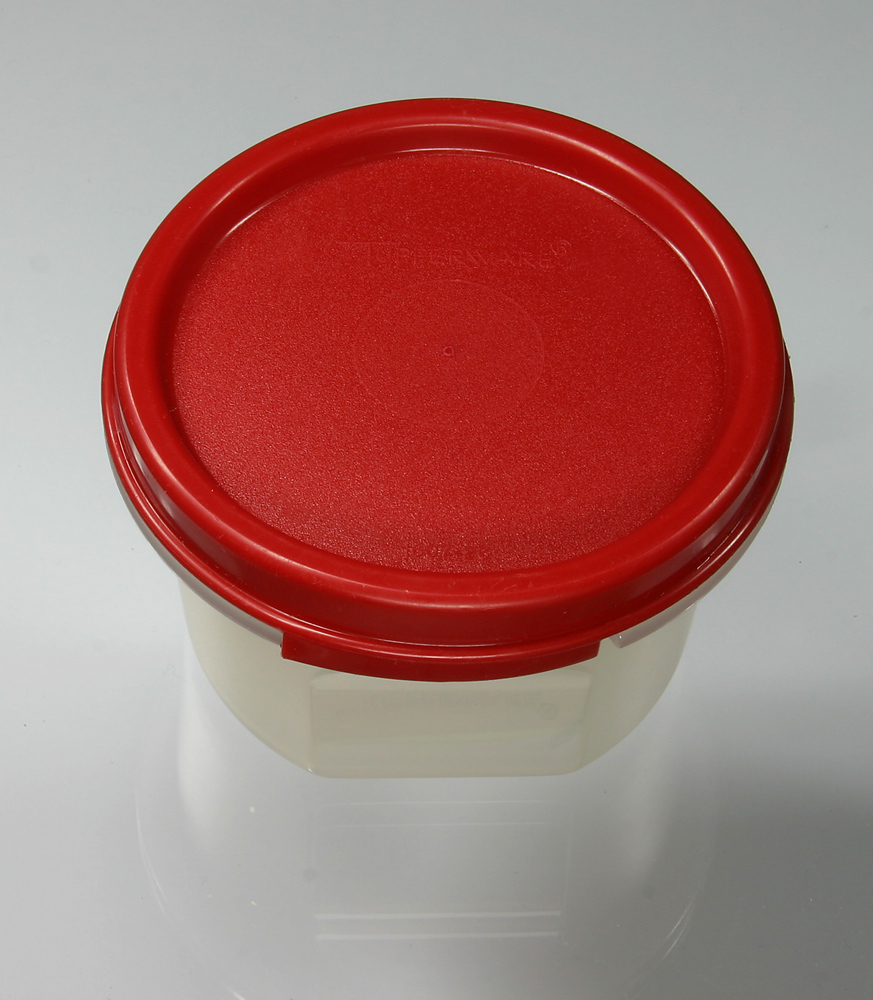
Tupperware
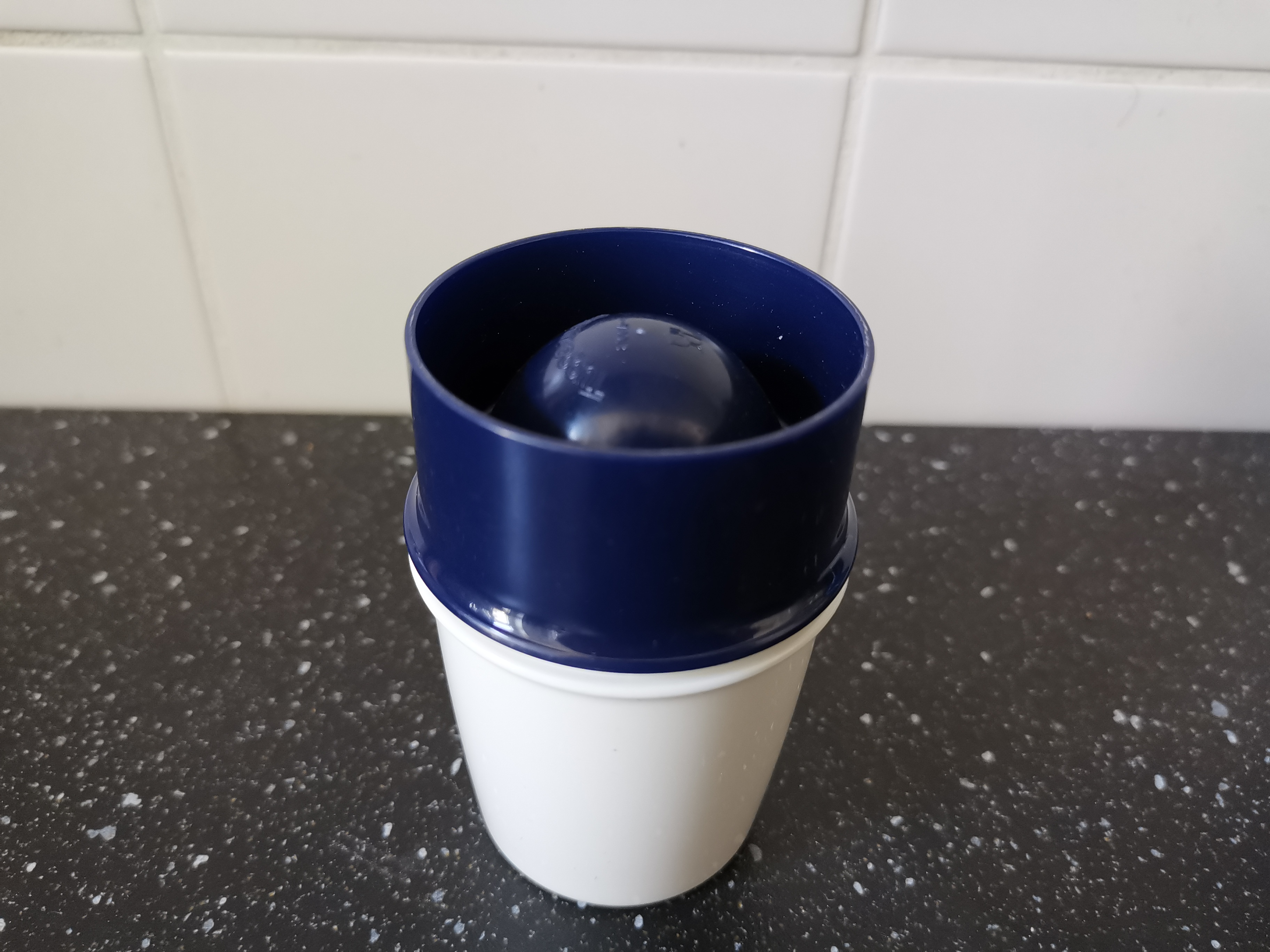
Tupperware

Tupperware è una multinazionale statunitense dedita alla produzione e distribuzione, tramite vendita diretta, di utensili per la cucina e articoli in polietilene e polipropilene per la casa e il tempo libero.
Tupperware sviluppa, produce e distribuisce internazionalmente i suoi prodotti attraverso la società Tupperware Brands Corporation. La vendita avviene attraverso il Party, ovvero la dimostrazione a domicilio, effettuata da una dimostratrice. Tupperware è una società interamente controllata da Tupperware Brands Corporation.
Dal 1996 la Tupperware Brands Corporation è quotata alla Borsa di New York. 
Nel 2010, Fortune Magazine ha premiato Tupperware con un secondo posto nella classifica delle "Most Admired Companies" nel suo settore di riferimento.
In gravi difficoltà economiche da anni, a settembre 2024, la multinazionale americana ha annunciato di aver avviato una procedura fallimentare. 

## Storia
Tupperware fu fondata, nel 1946, da Earl Silas Tupper (1907-1983) negli Stati Uniti. Riuscì quindi a lanciare nel mercato il primo prodotto dell'azienda, ovvero la famosa "Ciotola Meraviglia", realizzata col sistema brevettato "tappo a stappo" che rendeva ermetico il contenitore e di facile apertura e utilizzo. Questo articolo, fabbricato in polietilene, materiale introvabile sul mercato in quell'epoca, iniziò infatti ad apparire negli scaffali dei grandi centri commerciali e negozi al dettaglio. La scelta commerciale si rivelò però un memorabile insuccesso, a tal punto che il prodotto fu ritirato dal commercio nel 1951. Il flop era principalmente dovuto alla mancanza di una descrizione accurata del prodotto, che ne elencasse l'aspetto vincente, decisivo nella scelta del consumatore, che era invece portato ad acquistare l'oggetto economicamente più conveniente.
Brownie Wise, un'ex rappresentante della Stanley Home Products, seguì la storia di Tupper e decise di riscattare le vendite dei suoi prodotti, presentandoli con le dovute attenzioni ai clienti Stanley. A questo punto le vendite incrementarono al punto tale da portare la società di Tupper a seguire la strategia di marketing di vendita diretta tramite presentatori sviluppata dalla Wise.
Durante i primi anni cinquanta, esplosero infatti la popolarità e le vendite dei prodotti Tupperware, principalmente dovuti sia alla capacità di presentatrice della Wise e delle presentatrici che reclutò e alle quali insegnò, che alla pubblicità promossa da alcuni "giubilei" che celebravano il successo di Tupperware e dello stravagante sistema di vendita tramite party. Tupperware ha accompagnato l'ingresso della figura della donna nell'ambito lavorativo ed economico della società, dovuto alla necessità di forza lavoro durante la seconda guerra mondiale. Il "giubileo" Tupperware è una tradizione che perdura ancora oggi e che si tiene nelle maggiori città del mondo, dove vengono riconosciute e premiate le top presentatrici nelle vendite.
Il 18 settembre 2024, dopo anni di difficoltà economica l'azienda comunica di aver avviato una procedura fallimentare ai sensi del Chapter 11 alla Corte Fallimentare del Delaware, negli Stati Uniti. Dal 2022 non pubblicava più i bilanci. Il numero di creditori è stimato tra i 50.000 e i 100.000.

## Tupperware
- Tupperware
- Tupperware
- Tupperware
- Tupperware
- Tupperware
- Tupperware